# Loxford
Loxford – dzielnica Londynu, w Wielkim Londynie, leżąca w gminie Redbridge. Leży 12,4 km od centrum Londynu. W 2011 roku dzielnica liczyła 16 544 mieszkańców.